# Bernard Fabre
Pas d'image ? Cliquez ici

a Compétitions nationales et continentales officielles uniquement.

b Matchs officiels uniquement.
Bernard Fabre, né le 7 septembre 1935 à Albi, est un joueur et entraîneur de rugby à XIII dans les années 1950, 1960 et 1970. Il occupe le poste de demi de mêlée, de demi d'ouverture ou de centre. Il est un des joueurs cadre de l'équipe de France entre 1957 et 1964.
Il réalisé avec Albi de grandes performances en Championnat de France avec deux titres remportés en 1956 et 1962.
Fort de ses performances en club, il est sélectionné à vingt-trois reprises en équipe de France entre 1957et 1964, et participe à des victoires prestigieuses contre la Grande-Bretagne et l'Australie. Il est par ailleurs capitaine de l'équipe de France lors de leur tournée en 1964.

## Palmarès
- Collectif :
  - Vainqueur du Championnat de France : 1956 et 1962 (Albi).
  - Finaliste du Championnat de France : 1960 (Albi).

### Détails en sélection de rugby à XIII
| 1.  | 3 novembre 1957  | Grande-Bretagne  | 14-25 | Test-match | Demi de mêlée    | - | - | - | - |
| 2.  | 1er mars 1959    | Pays de Galles   | 25-8  | Test-match | Demi de mêlée    | 3 | 1 | - | - |
| 3.  | 20 janvier 1960  | Australie        | 8-16  | Test-match | Demi de mêlée    | - | - | - | - |
| 4.  | 11 juin 1960     | Australie        | 8-8   | Tournée    | Demi de mêlée    | - | - | - | - |
| 5.  | 2 juillet 1960   | Australie        | 6-56  | Tournée    | Demi de mêlée    | - | - | - | - |
| 6.  | 16 juillet 1960  | Australie        | 7-5   | Tournée    | Centre           | - | - | - | - |
| 7.  | 23 juillet 1960  | Nouvelle-Zélande | 2-9   | Tournée    | Centre           | - | - | - | - |
| 8.  | 6 août 1960      | Nouvelle-Zélande | 3-9   | Tournée    | Centre           | - | - | - | - |
| 9.  | 28 janvier 1961  | Grande-Bretagne  | 8-27  | Test-match | Centre           | - | - | - | - |
| 10. | 11 novembre 1961 | Nouvelle-Zélande | 6-6   | Test-match | Centre           | - | - | - | - |
| 11. | 19 novembre 1961 | Nouvelle-Zélande | 2-23  | Test-match | Centre           | - | - | - | - |
| 12. | 9 décembre 1961  | Nouvelle-Zélande | 5-5   | Test-match | Demi de mêlée    | - | - | - | - |
| 13. | 17 février 1962  | Grande-Bretagne  | 20-15 | Test-match | Centre           | - | - | - | - |
| 14. | 11 mars 1962     | Grande-Bretagne  | 23-13 | Test-match | Centre           | - | - | - | - |
| 15. | 17 novembre 1962 | Angleterre       | 6-18  | Test-match | Centre           | - | - | - | - |
| 16. | 2 décembre 1962  | Grande-Bretagne  | 17-12 | Test-match | Centre           | - | - | - | - |
| 17. | 17 février 1963  | Pays de Galles   | 23-3  | Test-match | Demi de mêlée    | - | - | - | - |
| 18. | 8 décembre 1963  | Australie        | 8-5   | Test-match | Centre           | 3 | 1 | - | - |
| 19. | 22 décembre 1963 | Australie        | 9-21  | Test-match | Centre           | - | - | - | - |
| 20. | 18 janvier 1963  | Australie        | 8-16  | Test-match | Centre           | - | - | - | - |
| 21. | 25 juillet 1964  | Nouvelle-Zélande | 16-24 | Tournée    | Centre           | - | - | - | - |
| 22. | 1er août 1964    | Nouvelle-Zélande | 8-18  | Tournée    | Centre           | - | - | - | - |
| 23. | 15 août 1964     | Nouvelle-Zélande | 2-10  | Tournée    | Demi d'ouverture | - | - | - | - |